# Ludia pupillata
Ludia pupillata är en fjärilsart som beskrevs av Embrik Strand 1911. Ludia pupillata ingår i släktet Ludia och familjen påfågelsspinnare. Inga underarter finns listade i Catalogue of Life.